# 石の繭
『石の繭 警視庁捜査一課十一係』（いしのまゆ けいしちょうそうさいっかじゅういちがかり）は、麻見和史による日本の推理小説。如月塔子と彼女が所属する警視庁捜査一課十一係の刑事たちを主人公とした警察小説シリーズ『警視庁捜査一課十一係』の第1作として講談社ノベルスより2011年5月に刊行、『石の繭 警視庁殺人分析班』（いしのまゆ けいしちょうさつじんぶんせきはん）と改題し講談社文庫より2013年5月に文庫化された。如月塔子は警視庁捜査一課の新人刑事。新橋の廃ビルの地下室で発生した猟奇殺人事件の捜査を巡る知能犯と警察の攻防を描く本格派ミステリ。
WOWOW「連続ドラマW」枠にてテレビドラマ化され、『殺人分析班』シリーズ第1弾として『石の繭 殺人分析班』（いしのまゆ さつじんぶんせきはん）と題し2015年8月より放映、また同シリーズスピンオフとして『悪の波動 殺人分析班スピンオフ』（あくのはどう さつじんぶんせきはんスピンオフ）と題し2019年10月から放送された。

## あらすじ
如月塔子は、警視庁本部に勤務する新米の女刑事である。刑事であった亡き父の遺志を汲んで警察に就職し、念願がかなって捜査一課に配属された。3月9日、新橋4丁目の甲進ビルで、肩から下をモルタルで固められた男性の遺体が発見される。翌朝、捜査本部に犯人を名乗る男から電話がかかってきた。塔子が話し相手をすることになる。〈トレミー〉と名乗るその男は、警察を愚弄・挑発する。捜査を続ける塔子らは、芝公園2丁目の元中華料理店の調理場で、頭部をモルタルに沈めた遺体を発見する。〈トレミー〉はその後もたびたび捜査本部に電話をかけてきて、殺人に関する情報を提示しながら捜査本部に揺さぶりをかけ続ける。

## 主要登場人物
如月塔子
捜査一課巡査部長。小柄で童顔の新米女刑事。刑事だった亡き父を持つ。
鷹野秀昭
捜査一課警部補。塔子の指導係。100円ショップでのアイデア商品収集を趣味とする。
トレミー
正体不明の殺人犯。たびたび捜査本部に直接電話をかけてきて、警察の捜査に揺さぶりをかける。

## 書誌情報
新書判
- 石の繭 警視庁捜査一課十一係〈講談社ノベルス〉：2011年5月10日発行、ISBN 978-4-06-182777-6

文庫判
- 石の繭 警視庁殺人分析班〈講談社文庫〉：2013年5月15日発行、ISBN 978-4-06-277550-2

## テレビドラマ（2015年）
『石の繭 殺人分析班』（いしのまゆ さつじんぶんせきはん）のタイトルで、WOWOW「連続ドラマW」枠で『殺人分析班』シリーズ第1弾として2015年8月16日から2015年9月13日まで放送された。主演は木村文乃。共演は青木崇高、渡辺いっけい他。監督は数多くの刑事ドラマ演出経験のある内片輝、脚本は『舟を編む』で日本アカデミー賞最優秀脚本賞を受賞した渡辺謙作。
木村文乃が刑事を演じるのは本作が初めて。主人公である塔子の原作での小柄で華奢なイメージに近づけるため、あえて普段より1サイズ小さい7号サイズのスーツで撮影に臨んだ。
第3作『水晶の鼓動 警視庁捜査一課十一係』を原作として、『殺人分析班』シリーズ第2弾となる『水晶の鼓動 殺人分析班』が同枠にて2016年11月から12月に全5回で放送された。

### キャスト

#### 警視庁捜査一課十一係「殺人分析班」
如月塔子〈26〉
演 - 木村文乃（幼少期：栗本有規）
捜査一課巡査部長。
鷹野秀昭〈32〉
演 - 青木崇高
捜査一課警部補。
神谷太一〈57〉
演 - 段田安則
捜査一課課長。
早瀬泰之〈52〉
演 - 渡辺いっけい
捜査一課十一係係長。
門脇仁志〈41〉
演 - 平岳大
捜査一課警部補。
徳重英次〈57〉
演 - 北見敏之
捜査一課巡査部長。
尾留川圭介〈29〉
演 - 小柳友
捜査一課巡査部長。
鴨下
演 - 樋渡真司
鑑識。
望月
演 - 康喜弼
デスク。

#### 如月家
如月功〈享年39〉
演 - 仲村トオル
塔子の亡き父。
如月厚子〈53〉
演 - 神野三鈴
塔子の母。

#### 八木沼家
八木沼孝明
演 - 水橋研二
雅人の父。
八木沼雅人
演 - 生駒星汰
17年前の事件で誘拐された児童。
八木沼和佳子
演 - 神楽坂恵
雅人の母。17年前に雅人と共に誘拐された。
土門省三
演 - 勝部演之
雅人の祖父。和佳子の父。
浜田たえこ
演 - 水木薫
雅人の伯母。和佳子の姉。

#### その他
井沢義邦〈42〉
演 - 米村亮太朗
リサイクルショップ経営者。
阿部大祐〈41〉
演 - 政岡泰志
会社員。
大辺
演 - 山本龍二
大辺屋のマスター。
横井
演 - 古川雄輝
大辺屋のアルバイト店員。
笹久保
演 - 山中崇
所轄刑事。
井木
演 - 大和田健介
児島
演 - 矢嶋俊作

### スタッフ
- 原作 - 麻見和史『石の繭 警視庁殺人分析班』（講談社文庫刊）
- 監督 - 内片輝
- 脚本 - 渡辺謙作
- 音楽 - 諸橋邦行
- プロデュース - 松永綾、北川雅一
- 制作協力 - ドリマックス
- 製作著作 - WOWOW

### 放送日程
| 放送回 | 放送日  |
| ------ | ------- |
| 第1話  | 8月16日 |
| 第2話  | 8月23日 |
| 第3話  | 8月30日 |
| 第4話  | 9月06日 |
| 最終話 | 9月13日 |

### 関連商品
2016年3月18日にDVDがTCエンタテインメントから発売される。
DVD
- 連続ドラマW 石の繭 殺人分析班（2016年3月18日、TCエンタテインメント、TCED-2905）

| WOWOW 日曜オリジナルドラマ 連続ドラマW | WOWOW 日曜オリジナルドラマ 連続ドラマW        | WOWOW 日曜オリジナルドラマ 連続ドラマW                    |
| 前番組                                 | 番組名                                        | 次番組                                                    |
| -------------------------------------- | --------------------------------------------- | --------------------------------------------------------- |
| 死の臓器 （2015年7月12日 - 8月9日）    | 石の繭 殺人分析班 （2015年8月16日 - 9月13日） | しんがり 山一證券 最後の聖戦 （2015年9月20日 - 10月25日） |

## テレビドラマ（2019年）
『悪の波動 殺人分析班スピンオフ』（あくのはどう さつじんぶんせきはんスピンオフ）と題し、WOWOW「連続ドラマW」枠で『殺人分析班』シリーズのスピンオフドラマとして2019年10月6日から11月3日まで全5回で放送された。シリーズ第1弾『石の繭 殺人分析班』の登場人物・トレミーから着想されたオリジナルストーリーで、トレミーが冷酷な殺人鬼となるまでの前日譚を描く。主演はトレミーを演じた古川雄輝。